# 謝凌潔貞
謝凌潔貞，GBS，JP（1962年5月17日—），香港公務員，官至首長級甲一級政務官，退休前為香港特區政府民政事務局常任秘書長。

## 簡歷
謝凌潔貞於1984年在香港大學文學院畢業，2005年取得香港中文大學研究院教育碩士學位，同期同學包括時任教統局常任祕書長羅范椒芬。她於1984年8月加入香港政府政務職系，於2012年4月晉升為首長級甲一級政務官。她曾於多個政府部門工作，包括前政務科、前行政科、前房屋科、前常務科、前憲制事務科、前貿易署、前工商科、前財政科及前候任行政長官辦公室。
謝凌潔貞所任的重要職位包括：
- 1998年7月至2001年2月：貿易署副署長（後改稱工業貿易署副署長）
- 2001年8月至2005年4月：教育統籌局副局長（後改稱教育統籌局副秘書長）
- 2005年4月至2006年8月：扶貧委員會秘書長
- 2006年8月至2007年6月：政制事務局常任秘書長
- 2007年7月至2010年11月：勞工處處長
- 2010年12月13日至2015年1月18日 ：教育局常任秘書長
- 2015年1月19日至2018年4月22日 ：食物及衞生局常任秘書長（食物）
- 2018年4月23日至2021年10月11日 : 民政事務局常任秘書長

## 評論「六四」及爭議
2011年6月5日，謝凌潔貞在福建中學於香港理工大學舉行的聯校畢業禮上致辭時被指暗示「六四事件」只是中國歷史上一件「小小的沙石」，引起在場及個別人士不滿。教育局發言人解釋謝凌潔貞並非就個別事件發表評論。有學者批評其欠缺政治智慧，支聯會主席李卓人認為謝凌潔貞的形容侮辱「六四」亡靈。

## 公職一覽
| 政府职务                                                 | 政府职务                                                   | 政府职务                                     |
| -------------------------------------------------------- | ---------------------------------------------------------- | -------------------------------------------- |
| 前任： 馮程淑儀                                          | 民政事務局常任秘書長 2018年4月23日—2021年10月11日          | 繼任： 黃智祖                                |
| 前任： 黎陳芷娟                                          | 食物及衛生局常任秘書長（食物） 2015年1月19日—2018年4月22日 | 繼任： 容偉雄                                |
| 前任： 黃鴻超                                            | 教育局常任秘書長 2010年12月13日—2015年1月18日              | 繼任： 黎陳芷娟                              |
| 前任： 鄧國威 （經濟發展及勞工局常任秘書長（勞工）兼任） | 勞工處處長 2007年7月至2010年11月                           | 繼任： 卓永興                                |
| 前任： 麥清雄                                            | 政制事務局常任秘書長 2006年8月至2007年6月                  | 繼任： 羅智光 （政制及內地事務局常任秘書長） |